# Décorations de la Garde côtière des États-Unis
Les décorations de la Garde côtière des États-Unis (US Coast Guard) sont des décorations militaires remises aux garde-côtes des États-Unis décernées par le département de la Sécurité intérieure des États-Unis.
Avant 2002, ces décorations étaient décernées par le secrétaire aux Transports des États-Unis. Les membres des garde-côtes pouvaient recevoir certaines médailles civiles du département des Transports des États-Unis. Depuis le transfert des garde-côtes sous l'autorité du département de la Sécurité intérieure, ces médailles ne sont plus décernées aux garde-côtes, bien les garde-côtes en activité les arborent encore.
Les décorations des garde-côtes sont similaires à celles de la marine et les garde-côtes peuvent recevoir toutes les décorations interservices, certaines décorations étrangères et des décorations internationales.
Les décorations des garde-côtes des États-Unis actuellement décernées sont les suivantes :

## Décorations des garde-côtes
| Coast Guard Cross | Coast Guard Distinguished Service Medal | Coast Guard Medal | Coast Guard Commendation Medal | Coast Guard Achievement Medal |
| ----------------- | --------------------------------------- | ----------------- | ------------------------------ | ----------------------------- |
|                   |                                         |                   |                                |                               |
|                   |                                         |                   |                                |                               |

## Médailles des garde-côtes pour le sauvetage
| Gold Lifesaving Medal | Silver Lifesaving Medal |
| --------------------- | ----------------------- |
|                       |                         |
|                       |                         |

## Médailles de bonne conduite et médaille de service des garde-côtes
| Coast Guard Good Conduct Medal | Coast Guard Reserve Good Conduct Medal | Coast Guard Arctic Service Medal |
| ------------------------------ | -------------------------------------- | -------------------------------- |
|                                |                                        |                                  |
|                                |                                        |                                  |

## Récompenses et médailles de la Garde côtière pour l'adresse au tir
| Coast Guard Distinguished Marksman Award/Badge | Coast Guard Distinguished Pistol Shot Award/Badge | Coast Guard Rifleman Excellence-In-Competition Award/Badge (Les insignes EIC de carabinier obtenus lors de rencontres nationales portent le mot "NATIONAL" gravé à leur base.) | Coast Guard Pistol Shot Excellence-In-Competition Award/Badge (Les insignes EIC de tir au pistolet obtenus lors de rencontres nationales portent le mot "NATIONAL" gravé à leur base.) |
| ---------------------------------------------- | ------------------------------------------------- | --- | --- |
|                                                |                                                   | | |
|                                                |                                                   | | |

| President's Hundred Tab |
| ----------------------- |
|                         |
| Enrôlés seulement       |

| Coast Guard Expert Rifleman Medal | Coast Guard Expert Pistol Shot Medal |
| --------------------------------- | ------------------------------------ |
|                                   |                                      |
|                                   |                                      |

| Coast Guard Rifle Sharpshooter Ribbon | Coast Guard Pistol Sharpshooter Ribbon | Coast Guard Rifle Marksmanship Ribbon | Coast Guard Pistol Marksmanship Ribbon |
| ------------------------------------- | -------------------------------------- | ------------------------------------- | -------------------------------------- |
|                                       |                                        |                                       |                                        |

## Distinctions d'unité
| Coast Guard Presidential Unit Citation | Coast Guard Unit Commendation | Coast Guard Meritorious Unit Commendation | Meritorious Team Commendation | Coast Guard "E" Ribbon |
| -------------------------------------- | ----------------------------- | ----------------------------------------- | ----------------------------- | ---------------------- |
|                                        |                               |                                           |                               |                        |

## Rubans de service
| Commandant's Letter of Commendation Ribbon | Special Operations Service Ribbon | Coast Guard Sea Service Ribbon | Restricted Duty Ribbon | Coast Guard Basic Training Honor Graduate Ribbon |
| ------------------------------------------ | --------------------------------- | ------------------------------ | ---------------------- | ------------------------------------------------ |
|                                            |                                   |                                |                        |                                                  |

| Coast Guard Recruiting Service Ribbon | Enlisted Person of the Year Ribbon | Coast Guard Rifle Marksmanship Ribbon | Coast Guard Pistol Marksmanship Ribbon |
| ------------------------------------- | ---------------------------------- | ------------------------------------- | -------------------------------------- |
|                                       |                                    |                                       |                                        |

## Ordre de préséance
L'ordre de préséance des rubans pour les garde-côtes est décrit ci-après. Cette liste contient les décorations et distinctions du département de la Défense (incluant l'armée de terre, la marine, et l'armée de l'air), et le département de la Sécurité intérieure.
Légende : 
Gras = décorations du DHS, du DOT) ou des garde-côtes
Gras et italique = décorations des garde-côtes aujourd'hui obsolètes
Italique = autres décorations aujourd'hui obsolètes

### Décorations individuelles
| Medal of Honor                                    | Navy Cross                              | Distinguished Service Cross                  | Air Force Cross                         | Homeland Security Distinguished Service Medal | Transportation Distinguished Service Medal        |
| Defense Distinguished Service Medal               | Coast Guard Distinguished Service Medal | Navy Distinguished Service Medal             | Army Distinguished Service Medal        | Air Force Distinguished Service Medal         | Silver Star                                       |
| DOT's Secretary Award for Outstanding Achievement | Defense Superior Service Medal          | Guardian Medal                               | Legion of Merit                         | Distinguished Flying Cross                    | Coast Guard Medal                                 |
| Navy and Marine Corps Medal                       | Soldier's Medal                         | Airman's Medal                               | Gold Lifesaving Medal                   | Bronze Star                                   | Purple Heart                                      |
| Defense Meritorious Service Medal                 | Meritorious Service Medal               | Air Medal                                    | Silver Lifesaving Medal                 | Aerial Achievement Medal                      | DOT's Secretary Award for Meritorious Achievement |
| Joint Service Commendation Medal                  | Coast Guard Commendation Medal          | Navy and Marine Corps Commendation Medal     | Army Commendation Medal                 | Air Force Commendation Medal                  | DOT's Secretary Award for Superior Achievement    |
| Joint Service Achievement Medal                   | Transportation 9-11 Medal               | Coast Guard Achievement Medal                | Navy and Marine Corps Achievement Medal | Army Achievement Medal                        | Air Force Achievement Medal                       |
| Commandant's Letter of Commendation Ribbon        | Coast Guard Combat Action Ribbon        | Combat Action Ribbon (Navy and Marine Corps) |                                         |                                               |                                                   |

### Décorations d'unité
|                                                    | Coast Guard Presidential Unit Citation    | Navy and Marine Corps Presidential Unit Citation | Army and Air Force Presidential Unit Citation | Air Force Gallant Unit Citation           | Joint Meritorious Unit Award               |
| Secretary of Transportation Outstanding Unit Award | Coast Guard Unit Commendation             | Navy Unit Commendation                           | Air Force Meritorious Unit Award              | Coast Guard Meritorious Unit Commendation | Navy Meritorious Unit Commendation         |
| Air Force Outstanding Unit Award                   | Air Force Organizational Excellence Award | Meritorious Team Commendation                    | Coast Guard "E" Ribbon                        | Navy "E" Ribbon                           | Coast Guard Bicentennial Unit Commendation |

### Médailles pour bonne conduite
| Prisoner of War Medal | Coast Guard Good Conduct Medal         | Navy Good Conduct Medal                 | Marine Corps Good Conduct Medal     | Army Good Conduct Medal                   | Air Force Good Conduct Medal                 |
|                       | Coast Guard Reserve Good Conduct Medal | Naval Reserve Meritorious Service Medal | Selected Marine Corps Reserve Medal | Army Reserve Components Achievement Medal | Air Reserve Forces Meritorious Service Medal |

## Sources
- (en) Cet article est partiellement ou en totalité issu de l’article de Wikipédia en anglais intitulé « Awards and decorations of the United States Coast Guard » (voir la liste des auteurs).